# Afrique arabe
L'Afrique arabe ou Afrique arabophone est un terme utilisé notamment par plusieurs historiens,, Elle désigne l'espace géographique et culturel conquis et gouverné par les Arabes à partir du VIIe siècle où la langue arabe est devenu une langue officielle ou est parlée par une part significative de la population nord-africaine.

## Territoires
La liste de ces pays et territoires, en ordre alphabétique, est :
- Algérie (dialecte algérien)
- Cameroun parlé par les Arabes Choa à l'extrême nord du pays (-de 3 % de la population)
- Djibouti, l'arabe est ultra-minoritaire, la majorité de la population parlant l'Afar ou le somali .
- Égypte (dialecte égyptien)
- Érythrée, l'arabe est minoritaire et est seulement parler par les Rashaida (environ 3% de la population) .
- Libye (dialecte libyen)
- Mali, où l'on parle la hassaniyya, langue ultra-minoritaire (environ 0,34% de la population l'ont pour langue maternelle) .
- Maroc (dialecte marocain)
- Mauritanie (la hassaniyya)
- Niger, où l'on parle l'arabe algérien et l'arabe libyen dans le Sahara nigérien, l'arabe tchadien dans l'Est et le hassaniya au Nord-ouest
- Tchad (50 % d'arabophones)
- Sénégal, où l'on parle la hassaniyya à la frontière avec la Mauritanie (- de 1% de la population) .
- Soudan (dialecte soudanais)
- Soudan du Sud, arabe de Djouba (langue ultra-minoritaire) .
- Tunisie (dialecte tunisien)

## Dialectes
Les dialectes arabes parlés dans ces pays ne s'écrivent généralement pas, au contraire de l'arabe standard (parfois appelé "arabe des médias"), censément compris par tous les arabophones.